# Газдинство
Газдинство, пољопривредно имање или фарма (енгл. farm) је за имање, односно земљиште које са припадајућим објектима — кућама и другим грађевинама (амбари, штале, складишта), пољопривредним машинама, стоком, живином и другим ресурсима чини заокружену економску целину намењену пољопривредној производњи.
Постоје различите врсте пољопривредних имања, било по њиховој величини, било по њиховој сврси, било по различитим моделима власништва.
У свету постоји око 570 милиона газдинстава, од којих је већина мала и у породичном поседу. Мала газдинства са површином од мање од 2 хектара управљају са око 1% светског пољопривредног земљишта, а породична газдинства чине око 75% светског пољопривредног земљишта.

## Етимологија

### Енглески језик
Реч farm, у контексту пољопривредног земљопоседништва као извора прихода потиче од енглеског глагола „to farm“, било да се ради о порезима, царинама, закупнини групе властелинства или једноставно поседовању индивидуалног властелинства према феудалном земљишном поседу „закупне фарме“. Реч је од средњовековне латинске именице firma, која је такође извор француске речи ferme, што значи фиксни договор, уговор, од класичног латинског придева firmus што значи снажан, стамен, чврст. Како су се у средњем веку готово сва властелинства бавила пољопривредом, која је била њихов главни извор прихода, тако је држање властелинства уз закуп „закупне фарме“ постало синоним за саму пољопривреду.

## Историја
Пољопривреда је иновирана на више различитих тачака и места у људској историји. Транзиција од ловаца-сакупљача у насељена, пољопривредна друштва назива се неолитска револуција и први пут је почела пре око 12.000 година, близу почетка геолошке епохе холоцена пре око 12.000 година. Била је то прва светска револуција у пољопривреди која се историјски може проверити. Пољопривреда се са Блиског истока проширила на Европу и до 4.000 година пре нове ере људи који су живели у централном делу Европе користили су волове за вучу плугова и кола. Наредне промене у људским пољопривредним праксама изазвале су Британска пољопривредна револуција у 18. веку и Зелена револуција у другој половини 20. века.

## Типови
Газдинство може бити у власништву и управљању од стране једног појединца, породице, заједнице, корпорације или компаније, може производити једну или више врста производа и може бити имање било које величине од делића хектара до неколико хиљада хектара.

## Власништво
Контрола и власништво над фармама традиционално су били кључни показатељ статуса и моћи, посебно у средњовековним европским аграрним друштвима. Расподела власништва на фармама је историјски била блиско повезана са обликом владавине. Средњовековни феудализам је у суштини био систем који је централизовао контролу пољопривредног земљишта, контролу рада на фарми и политичку моћ, док је рана америчка демократија, у којој је власништво над земљом био предуслов за право гласа, изграђена на релативно лаким путевима ка индивидуалном власништву на фарми. Међутим, постепена модернизација и механизација пољопривреде, која у великој мери повећава и ефикасност и капиталне захтеве пољопривреде, довела је до све већих фарми. Ово је обично било праћено одвајањем политичке моћи од власништва на фарми.

### Облици својине
У неким друштвима (посебно социјалистичким и комунистичким), колективна пољопривреда је норма, са било државним власништвом над земљом или заједничким власништвом локалне групе. Нарочито у друштвима без широко распрострањене индустријализоване пољопривреде, закупна пољопривреда и деоба усева су уобичајени; фармери или плаћају земљопоседницима за право коришћења пољопривредног земљишта или се одричу дела усева.

### Агробизнис
Агробизнис је индустрија, предузећа и област проучавања ланаца вредности у пољопривреди и биоекономији, у ком случају се назива и биобизнис или био-предузеће. Примарни циљ агробизниса је максимизирање профита уз задовољавање потреба потрошача за производима који се односе на природне ресурсе као што су биотехнологија, фарме, храна, шумарство, рибарство, гориво и влакна.
Студије пословног раста и учинка у пољопривреди су откриле да су успешна пољопривредна предузећа интерно исплатива и послују у повољном економском, политичком и физичко-органском окружењу. Они су у стању да се прошире и остваре профит, побољшају продуктивност земље, рада и капитала и смање своје трошкове како би осигурали конкурентност тржишних цена.
Агробизнис није ограничен само на пољопривреду. Обухвата шири спектар кроз систем агробизниса који укључује набавку инпута, додавање вредности, маркетинг, предузетништво, микрофинансирање и проширење пољопривреде.
У неким земљама као што су Филипини, стварање и управљање агробизнисним предузећима захтевају консултације са регистрованим пољопривредницима изнад одређеног нивоа пословања, капитализације, површине земљишта или броја животиња на фарми.

## Пољопривредна газдинства широм света

### Сједињене Америчке Државе
Земљиште и зграде фарме називају се „фармстед“. Предузетништва у којима се узгаја стока на пашњацима називају се ранчеви. Тамо где се стока узгаја у затвореном простору на храни произведеној на другом месту, обично се користи термин хранилиште.
У САД је 1910. било 6.406.000 фарми и 10.174.000 породичних радника; Године 2000. било је само 2.172.000 фарми и 2.062.300 породичних радника. Удео фарми у САД којима управљају жене стално је растао током последњих деценија, са 5 процената у 1978. на 14 процената до 2007. године.
У Сједињеним Државама има преко три милиона миграната и сезонских радника на пољопривреди; 72% су рођени у иностранству, 78% су мушкарци, имају просечну старост од 36 година и просечно образовање од 8 година. Радници на фарми зарађују просечну сатницу од 9-10 долара по сату, у поређењу са просечно преко 18 долара по сату за рад који није у пољопривреди. Њихов просечан породични приход је испод 20.000 долара, а 23% живи у породицама са приходима испод федералног нивоа сиромаштва. Половина свих породица радника на фарми зарађује мање од 10.000 долара годишње, што је знатно испод нивоа сиромаштва у САД из 2005. од 19.874 долара за четворочлану породицу.
Очекивало се да ће у 2007. години, површине под кукурузом порасти за 15% због велике потражње за етанолом, како у америчким производним просторим тако и другде. Произвођачи очекују да ће засадити 90,5 милиона хектара (366.000 km²) кукуруза, што га чини највећим усевом кукуруза од 1944.

### Европа
У Великој Британији, фарма као пољопривредна јединица, увек означава подручје пашњака и других поља заједно са сеоском кућом, двориштем и помоћним зградама. Велике фарме, или групе фарми под истим власништвом, могу се назвати имањем. Насупрот томе, мала фарма која окружује власников стан назива се малим газдинством и генерално је фокусирана на самоодрживост са само вишковима који се продају.
У Европи, традиционална породична газдинства уступају место већим производним јединицама где индустријска пољопривреда и механизација доносе велике приносе усева.
Заједничка пољопривредна политика је једна од најважнијих политика Европске уније и помаже у промени фарми са традиционалних породичних фарми на веће производне јединице. Политика има за циљ повећање пољопривредне производње, обезбеђивање сигурности у снабдевању храном, обезбеђивање високог квалитета живота пољопривредника, стабилизацију тржишта и обезбеђивање разумних цена за потрошаче. Донедавно се управљало системом субвенција и тржишних интервенција. До 1990-их година, ове иницијативе су обухватале преко 60 посто годишњег буџета Европске уније, а према подацима из 2013. чине око 34 посто.

### Азија

#### Пакистан
Према Светској банци, „већина емпиријских доказа указује да је продуктивност земљишта на великим фармама у Пакистану нижа од оне на малим фармама, држећи остале факторе константним“. Мали фармери имају „већи нето принос по хектару“ од великих фарми, према подацима о приходима домаћинстава на фармама.

#### Непал
Непал је пољопривредна земља и око 80% укупног становништва се бави пољопривредом. Пиринач се углавном производи у Непалу заједно са воћем попут јабука. У Непалу расте и узгој млечних говеда и живине.

### Аустралија
Пољопривреда је значајан економски сектор у Аустралији. Фарма је површина земљишта која се користи за примарну производњу, што обухвата и зграде.
Према УН-у, „зелена пољопривреда усмерава већи удео укупних пољопривредних тришкова на куповину из локалног извора (нпр. радна снага и органска ђубрива) и очекује се да ће доћи до локалног мултипликативног ефекта. Све у свему, праксе зелене пољопривреде имају тенденцију да захтевају више инпута рада него конвенционална пољопривреда (нпр. са упоредивих нивоа до чак 30 одсто више) (ФАО 2007. и Европска комисија 2010. године), отварање радних места у руралним областима и већи повраћај на захтеве за радом.“
Тамо где је највећи део прихода од неког другог посла, а фарма је заиста проширено пребивалиште, уобичајен је термин хоби фарма. Ово омогућава довољну величину за рекреативну употребу, али је мало вероватно да ће произвести довољан приход за самоодрживост. Хоби фарме су обично око 2 хектара (4,9 акра), али могу бити много веће у зависности од цена земљишта (које регионално варирају).
Често се веома мала газдинства која се користе за интензивну примарну производњу називају према специјализацији за коју се користе, као што је млекарство, а не фарма млека, свињарство, пијачна башта, итд. Ово важи и за товилишта која су посебно развијена за једну намену и често нису у могућности да се користе за опште намене (мешовите) пољопривредне праксе.
У удаљеним областима фарме могу постати прилично велике. Као и код имања у Енглеској, не постоји дефинисана величина или начин рада на којем велика фарма постаје станица.

### Африка
Фарма у Африци укључује различите структуре. У зависности од климатских подручја, првенствено пољопривреда је узгој стоке на испаши, као што су говеда, овце, нојеви, коњи или козе. Домаће животиње се претежно узгајају због меса, млека, коже, крзна или влакнасте вуне). Може се чак наићи и на фарме свиле.
Осим тога, постоји много ловачких фарми, гостинских фарми гостију и фарми дивљачи. Обрадиво или наводњавано земљиште се често користи за узгој усева као што су житарице за животиње и сено за исхрану животиња.
На неким фармама (Астро фарма) посматрање звезда постало је веома популарно због одличног оптичког квалитета у пустињи. Стереоскопски систем високе енергије (H.E.S.S.) који истражује космичке гама зраке налази се на фарми Голшау у Намибији.